# Georg Baumhakl
Georg Baumhakl (* 1948 in Kraftsolms, Lahn-Dill-Kreis) ist ein deutscher Maler.

## Leben
Baumhakl verbrachte seine Kindheit in Krofdorf-Gleiberg. Seine künstlerische Ausbildung erhielt er 1977–1979 bei dem Landschafts- und Porträtmaler Georg Demetriades und 1991–2003 bei dem Tiermaler Manfred Schatz.
Schwerpunkte seiner Arbeit sind die Rennsportmalerei, Tiermalerei und Landschaftsmalerei. Seine Werke zeichnen sich durch eine große thematische Vielseitigkeit aus. Er zeigt dynamische Rennsportszenen ebenso wie ruhige Landschaftsmotive und naturgetreue Gemälde der überwiegend heimischen Tierwelt. Die von ihm bevorzugten Techniken sind Öl, Pastell, Sepia und Aquarell.
Sein Atelier befindet sich in Heuchelheim, Kreis Gießen.

## Ausstellungen
- „Hessische Landschaften“, Kongresshalle Gießen, 1986
- „Hessische Landschaften“, Freilichtmuseum Hessenpark, 1989
- „Historische Rennsportmotive“ Rosso-Bianco-Museum Aschaffenburg, 1993
- „Golden Oldies“, Wettenberg, 1993–1998, 2009, 2014
- „Classic Mobil“, Olympia Halle München, 1994–2003
- „Techno Classica“, Essen Gruga Halle, 1995
- „Rennsportmuseum am Nürburgring“, 1995
- „Rennsportmuseum Hockenheimring“, 1997
- „Graf Berghe von Trips Museum“, Burg Hemmersbach, 1997
- „Porsche Museum“, Stuttgart-Zuffenhausen, 1998
- „Deutschland Rallye“, Pressezentrum Trier, 2001, 2002
- „Wild in de Natuur“, Enschede, 2008–2014
- „Art + Vielfalt: Impressionen aus der Tierwelt“, Museum für Naturkunde Magdeburg, 2010, 2014, 2016
- „Moderne Vogelbilder“, Museum Heineanum, Halberstadt, 2011
- „Heimische Tiermotive“, Hessischer Landesjägertag, Schloss Laubach, 2013
- „Tiermalerei“ Naturkundemuseum Regensburg, 2014

## Buchillustrationen
- Völker/Aichele, „Hans Herrmann – Ein Leben für den Rennsport“, 1998 ISBN 3-613-01880-2
- Reinhard Klein/Wilfried Müller, „Walter Röhrl – Aufschrieb, Erinnerungen eines Weltmeisters - Biografie“, 2002/2003 ISBN 3-927458-04-X
- Jörg-Thomas Födisch/Michael Behrndt, „ADAC 1 000 km Rennen am Nürburgring“, 2003 ISBN 3-89880-240-X
- Michael Eichhammer, "Silberpfeile und Kanonen: Die Geschichte der Auto Union Rennwagen und ihrer Fahrer", 2004 ISBN 978-3-9808709-1-7
- Jörg-Thomas Födisch/Michael Behrndt, "Der Nürburgring", 2005 ISBN 978-3-936285-19-2 (3-936285-19-5)
- Friedrich Piesk, "Gemaltes Hessen: hessische Malerei des 19. und 20. Jahrhunderts im Freilichtmuseum Hessenpark, 2011
- Pitwalk media GmbH, "Pitwalk Motorsportmagazin", Nr. 36 April 2017